# 柏戸剛
柏戸 剛（かしわど つよし、1938年11月29日 - 1996年12月8日）は、山形県東田川郡山添村（現・鶴岡市）出身で伊勢ノ海部屋に所属した大相撲力士。第47代横綱。本名は富樫 剛（とがし つよし）。位階は従五位。

## 来歴

### 誕生 - 入門
1938年に山形県で果樹園などを経営する豪農の次男として生まれた。小学生からのちに活躍する相撲を始め、バスケットボールやサッカー、陸上競技などで万能選手として活躍し、中学校に入学した時には既に身長が180cmに達していた。県内でも有数の進学校である山形県立鶴岡南高等学校に進学するが、子供の頃から特に好きだった相撲を続けるうちに東田川郡大会で活躍したところ、噂を聞きつけた伊勢ノ海から熱心にスカウトされた。
しかし実家の跡取りとして育てられていたことから両親に頑なに反対された。そこで伊勢ノ海から「東京見物」の名目で実家から連れ出され、軽い気持ちで伊勢ノ海部屋へ連れて行かれた挙句に幕下力士を相手に相撲を取ったところ、兄弟子に対してかなりの強味を見せたので自信が出て、さらに熱心なスカウトを受けたので入門を決意した。

### 初土俵 - 入幕
1954年の蔵前国技館落成の場所に初土俵を踏んだ。戦後直後の復興期に使用していた仮設国技館などの暫定的な国技館と全く異なる、新しい国技館の開館である節目の場所に初土俵を踏んだことで、「こんな素晴らしい場所で相撲が取れると思うと感動した」と語った。
若い頃から大いに期待され、幕下時代では伊勢ノ海から「伊勢ノ海部屋の冨樫を知ってるか?未来の横綱だぞ」と公言されるほどだった。大きな期待を背負いながら1957年11月場所で新十両昇進を果たすと、トントン拍子のまま1958年9月場所で新入幕を果たす。当時19歳での入幕はスピード出世で、若秩父高明・豊ノ海義美と「ハイティーン・トリオ」と呼ばれた。
1959年3月場所から伊勢ノ海部屋で伝統の四股名「（11代）柏戸」を襲名した。この場所は西前頭13枚目で、横綱・大関との対戦こそなかったものの、終盤まで栃錦・若乃花の両横綱と優勝を争い13勝2敗、敢闘賞と技能賞を初受賞する。翌5月場所は東前頭4枚目に進み、上位陣初挑戦の場所となったが、初日大関琴ヶ濱を掬い投げに破ったものの2日目から8連敗、最終的に5勝10敗で幕内で唯一の皆勤しての負け越しになる。9月場所で前頭3枚目まで番付を戻し再び上位挑戦、大関を狙った若羽黒と栃光の関脇ふたりを下すなど12勝3敗で2度目の敢闘賞、翌場所で新三役に昇進する。

### 三役 - 横綱昇進
1960年1月場所は東小結で迎え、12日目にはこの場所が新入幕で初日から11連勝中の大鵬幸喜との対戦が組まれた。前日の取り組みの後、支度部屋で記者から「明日は全勝の新入幕・大鵬ですが自信は?」と聞かれると、「番付を見ろ、オレは小結だぞ」と一蹴した。当時から強気な性格で有名だった柏戸だったが、本当は負けるのではないかと考えていた。それでも本当に大鵬を下手出し投げで倒すと、9勝6敗と勝ち越して同年3月場所には関脇に昇進した。
柏戸の快進撃は止まらず、同年9月場所で大関に昇進すると、1961年1月場所では13勝2敗で幕内初優勝を遂げた。優勝力士の副賞としてエールフランスからヨーロッパ旅行に招待されたが、テヘラン空港で髷を見た人から同行した春日野の妻と勘違いされた。
同年9月場所では14日目に大鵬、千秋楽に若乃花を連破し12勝3敗で大鵬・明武谷力伸との優勝決定戦に進むが、巴戦の初戦で明武谷を倒したものの大鵬が柏戸・明武谷を連破したため優勝を逃した。場所後に日本相撲協会は横綱審議委員会に大鵬・柏戸の両名を同時に横綱推薦の諮問をし、「両者の力量に差はない」として満場一致でそろって横綱昇進に異議なしとの答申をした。星数は直前3場所で33勝と力不足だったものの、大関昇進後の勝率は大鵬・柏戸とも互角であり、また系統別総当たり制の下では若乃花との対戦がない大鵬に対し柏戸は役力士全員と対戦している事情等が加味されて、昇進見送りとの事前の見込みを覆して満場一致となった。また柏戸が横綱に昇進した背景には若乃花・朝潮の両横綱に衰えが見られたことや、柏鵬ムードで盛り上がった世論の動向があった。歴代の「柏戸」には大関まで昇進した力士がいるものの、横綱に昇進したのは初だった。さらに22歳9ヶ月での昇進で、照國萬藏の持つ最年少記録を大鵬幸喜と共に更新した（現在は歴代5位）。昇進時の口上は「横綱として恥ずかしくない成績を挙げるために頑張ります」であった。
けれん味のない正攻法の相撲ということもあって、平幕時代には横綱戦5戦全敗と通用せず、金星獲得はない。それでも関脇にあがった頃から地力も増し、栃錦には5連敗のまま引退されてしまったものの、若乃花に4連勝、朝潮には5連勝するなど彼らを圧倒しはじめる。通算では朝潮には6勝4敗と勝ち越し、若乃花には6勝6敗と五分の星を残した。

### 「柏鵬時代」到来
入門当初に伊勢ノ海から「未来の横綱だぞ」と言われた通りに横綱へ昇進し、その後も安定して二桁勝利を挙げていたが、1962年頃から期待されていたほどの相撲ぶりを見せることができなくなり、とりわけ相撲の守りの薄さが指摘されるようになった。神風正一からは「あれだけの体をしているんだから、何も慌てて立つことはないんじゃいんですか。むしろ立ち遅れたときのほうが、いい相撲になっていますよ。立ち合いをもっと研究せんと、いかんじゃないですか」と注文を付けられ、東富士欽壹からも「柏戸の稽古は、ただ攻めるだけのものだったが、やはり、受け身の場合の稽古も必要なんじゃないかと思います」と話した。1963年1月場所で右手首関節捻挫・肝機能障害・蓄膿症により初の休場に追い込まれると、その後はケガや病気によって休場することが相次ぐ。1963年5月から7月まで塩原温泉郷でリハビリしていたころは、毎日午前と午後に1回ずつ通院し、稽古ができない中で現地の中学生たちと球技を行って体を鍛えていた。また、東京の知人と一緒にそこへ訪れたマッサージとヨガを研究する女性から、有色野菜やカルシウムを多く摂取することやよく噛んで食べることを心がけるよう食事指導された。4場所連続休場から再起をかけた1963年9月場所には、玉ノ海梅吉の「柏戸に勝たせたいねぇ」の声が聞こえたかのように、大鵬との千秋楽全勝対決を制して全勝優勝を果たした。柏戸はこの場所を10勝でもできればという心構えで臨んでいたとされており、千秋楽の朝にも優勝できるとは思っていなかった。「一番うれしかったことは?」という記者の質問に対して「何といっても、塩原の生活から解放されて、晴れて巡業に出られるというときは、それこそ十枚目に上がる時とか、大関、横綱になったときよりもうれしく感じられました」とコメント。優勝旗手は豊山勝男が務め、オープンカーで北葉山英俊が賜杯を持った。
これ以上はない復活劇に日本中が感動し、柏戸本人も支度部屋で号泣するほどだったが、この取組を見た石原慎太郎から、9月27日付の日刊スポーツのコラム「私もひとこと」において、「いい加減にしろ」というタイトルで八百長疑惑を投稿された。大鵬自身は、立腹はしたものの、ビデオ映像を見て、「こういう相撲なら誤解されてもしょうがないと思った」、また、「驕りの相撲」だったと感じたという。その後、時津風理事長の問いに対して「絶対に（八百長は）やってない」と答えた。これを受けて協会は、10月1日、石原と同紙幹部を東京地検に告訴した。その後、石原側から謝罪があり、大映の永田雅一の仲介を受けて、11月、告訴は取り下げられた。この騒動を二人で解決に持ち込んだことで、それまで当たり障りない会話しかしない仲だったのが、これを契機に近しくなった。このことから「柏鵬時代」と呼ばれ、高度経済成長期の相撲黄金時代を支えた。
横綱土俵入りは同門の先輩横綱である鏡里の型を継承したが横綱時代初期においては大鵬と同様に柏手を打つ際に首を振る癖があり、1963年3月場所後に二子山の談話でその点を指摘された上に「力を入れようと思うんだろうが、自然のほうがいいですね」と分析された。横綱時代全般において力み故にせり上がりが不安定であり、終盤期にはバランスの悪さが顕著化した。
1964年3月場所では再び大鵬と千秋楽全勝対決が組まれたが、今回は大鵬が勝利した。その後も病魔によって好不調の波が激しく、休場回数も徐々に増えたため優勝回数が伸びず連覇は無かった。しかも同い年（学年は柏戸が1つ下）の栃ノ海晃嘉・佐田の山晋松が先に引退してしまい、自分が引退すれば横綱が大鵬一人になる事情から引退できず、肝臓・腎臓も悪化させて成績不振も多かった。見かねた時津風が「柏戸の身体は瀬戸物で出来ているみたいだ」と嘆いたこともある。
下記に、柏鵬両雄の主な千秋楽対戦を記す。
| 場所           | 柏戸成績 | 大鵬成績 | 優勝力士 | 備考                                                             |
| -------------- | -------- | -------- | -------- | ---------------------------------------------------------------- |
| 1962年11月場所 | 12勝3敗  | 13勝2敗  | 大鵬     | 千秋楽柏戸3敗・大鵬1敗で対戦、柏戸勝利。                         |
| 1963年9月場所  | 15勝0敗  | 14勝1敗  | 柏戸     | 千秋楽全勝同士相星決戦で柏戸勝利。                               |
| 1964年3月場所  | 14勝1敗  | 15勝0敗  | 大鵬     | 千秋楽全勝同士相星決戦で大鵬勝利。                               |
| 1966年5月場所  | 12勝3敗  | 14勝1敗  | 大鵬     | 千秋楽柏戸2敗・大鵬1敗で対戦、大鵬勝利。                         |
| 1966年7月場所  | 12勝3敗  | 14勝1敗  | 大鵬     | 千秋楽柏戸2敗・大鵬1敗で対戦、大鵬勝利。                         |
| 1966年9月場所  | 13勝2敗  | 13勝2敗  | 大鵬     | 千秋楽柏戸2敗・大鵬1敗で対戦、柏戸勝利。優勝決定戦では大鵬勝利。 |
| 1967年5月場所  | 13勝2敗  | 14勝1敗  | 大鵬     | 千秋楽柏戸2敗・大鵬全勝で対戦、柏戸勝利。                        |

- 柏鵬両雄の千秋楽優勝圏内の対戦は、5度実現した（相星決戦は2度で全勝対決）。
- 上記の場所において、柏戸は1963年9月場所を除いて、全て優勝同点もしくは優勝次点。

優勝回数こそ5回で、大鵬の32回と比べると少ないように見えるが、横綱在位47場所（歴代6位）、優勝に準ずる成績を残すこと15回で勝率も低いとは言えず、大鵬との相性の良さを差し引いても当時を知る人の中では柏戸を「弱い横綱」と評する人は少ない。
大関時代までの大鵬にとっては最強の壁で、大関時代までは柏戸：7勝・大鵬：3勝だった。その後、大鵬が8勝8敗で並んでから16勝16敗までは全く雁行し、真に両雄伯仲の柏鵬時代を顕した。「優勝大鵬、対戦柏戸」と言われたが最後は5連敗し、通算対戦成績は柏戸：16勝、大鵬：21勝。
そのままの16勝21敗(勝率.432)と受け取っても、名立たる先輩の大物力士を相手取ってさえほぼ負け越さなかった大鵬と一定数交えた者の中での勝率は朝潮の4勝4敗(勝率.500)に次ぐもので10戦以上した者に限れば最高。更に大鵬相手の勝ち星の数だけで見れば16勝は紛れもなく最多で、次点・北葉山の11勝(24敗)、次々点・玉の海の7勝(21敗)を大きく引き離している。
一方で大鵬の弟弟子・大麒麟將能を苦手としていて、通算成績でも8勝9敗で負け越している。

#### 柏鵬全対戦一覧
柏鵬両雄の対戦は、1960年1月場所 - 1969年5月場所の57場所間に37回実現し、千秋楽結びの一番の対戦は史上3位の21回、千秋楽両者優勝圏内の対戦が5回（うち、相星決戦が2回）あった。千秋楽（太字）は、千秋楽結びの一番を示す。
| 場所           | 対戦日 | 柏戸勝敗 （通算成績） | 大鵬勝敗 （通算成績） | 優勝力士             | 備考                                                  |
| -------------- | ------ | --------------------- | --------------------- | -------------------- | ----------------------------------------------------- |
| 1960年1月場所  | 12日目 | ○(1)                  | ●(0)                  | 栃錦                 | 初対戦                                                |
| 1960年3月場所  | -      | -                     | -                     | 若乃花               | 対戦なし。                                            |
| 1960年5月場所  | 12日目 | ●(1)                  | ○(1)                  | 若三杉               |                                                       |
| 1960年7月場所  | 8日目  | ○(2)                  | ●(1)                  | 若乃花               |                                                       |
| 1960年9月場所  | 9日目  | ○(3)                  | ●(1)                  | 若乃花               | 柏戸新大関                                            |
| 1960年11月場所 | 14日目 | ●(3)                  | ○(2)                  | 大鵬(1)              |                                                       |
| 1961年1月場所  | 11日目 | ○(4)                  | ●(2)                  | 柏戸(1)              | 大鵬新大関                                            |
| 1961年3月場所  | 11日目 | ○(5)                  | ●(2)                  | 朝潮                 |                                                       |
| 1961年5月場所  | 14日目 | ○(6)                  | ●(2)                  | 佐田の山             |                                                       |
| 1961年7月場所  | 14日目 | ●(6)                  | ○(3)                  | 大鵬(2)              |                                                       |
| 1961年9月場所  | 14日目 | ○(7)                  | ●(3)                  | 大鵬(3)              |                                                       |
| 1961年11月場所 | 14日目 | ●(7)                  | ○(4)                  | 大鵬(4)              | 柏鵬両者新横綱                                        |
| 1962年1月場所  | 千秋楽 | ●(7)                  | ○(5)                  | 大鵬(5)              |                                                       |
| 1962年3月場所  | 千秋楽 | ○(8)                  | ●(5)                  | 栃ノ海               |                                                       |
| 1962年5月場所  | 千秋楽 | ●(8)                  | ○(6)                  | 佐田の山             |                                                       |
| 1962年7月場所  | 千秋楽 | ●(8)                  | ○(7)                  | 大鵬(6)              |                                                       |
| 1962年9月場所  | 千秋楽 | ●(8)                  | ○(8)                  | 大鵬(7)              |                                                       |
| 1962年11月場所 | 千秋楽 | ○(9)                  | ●(8)                  | 大鵬(8)              |                                                       |
| 1963年1月場所  | -      | -                     | -                     | 大鵬(9)              | 柏戸休場により対戦なし。                              |
| 1963年3月場所  | -      | -                     | -                     | 大鵬(10)             | 柏戸休場により対戦なし。                              |
| 1963年5月場所  | -      | -                     | -                     | 大鵬(11)             | 柏戸休場により対戦なし。                              |
| 1963年7月場所  | -      | -                     | -                     | 北葉山               | 柏戸休場により対戦なし。                              |
| 1963年9月場所  | 千秋楽 | ○(10)                 | ●(8)                  | 柏戸(2)              | 千秋楽全勝同士相星決戦                                |
| 1963年11月場所 | 千秋楽 | ●(10)                 | ○(9)                  | 栃ノ海               |                                                       |
| 1964年1月場所  | 千秋楽 | ●(10)                 | ○(10)                 | 大鵬(12)             |                                                       |
| 1964年3月場所  | 千秋楽 | ●(10)                 | ○(11)                 | 大鵬(13)             | 千秋楽全勝同士相星決戦                                |
| 1964年5月場所  | -      | -                     | -                     | 栃ノ海               | 柏戸休場により対戦なし。                              |
| 1964年7月場所  | -      | -                     | -                     | 富士錦               | 柏戸休場により対戦なし。                              |
| 1964年9月場所  | -      | -                     | -                     | 大鵬(14)             | 柏戸休場により対戦なし。                              |
| 1964年11月場所 | -      | -                     | -                     | 大鵬(15)             | 柏戸休場により対戦なし。                              |
| 1965年1月場所  | -      | -                     | -                     | 佐田の山             | 柏戸休場により対戦なし。                              |
| 1965年3月場所  | -      | -                     | -                     | 大鵬(16)             | 柏戸休場により対戦なし。                              |
| 1965年5月場所  | 13日目 | ○(11)                 | ●(11)                 | 佐田の山             |                                                       |
| 1965年7月場所  | 11日目 | ○(12)                 | ●(11)                 | 大鵬(17)             |                                                       |
| 1965年9月場所  | 12日目 | ○(13)                 | ●(11)                 | 柏戸(3)              |                                                       |
| 1965年11月場所 | -      | -                     | -                     | 大鵬(18)             | 柏戸休場により対戦なし。                              |
| 1966年1月場所  | -      | -                     | -                     | 柏戸(4)              | 大鵬休場により対戦なし。                              |
| 1966年3月場所  | 千秋楽 | ●(13)                 | ○(12)                 | 大鵬(19)             |                                                       |
| 1966年5月場所  | 千秋楽 | ●(13)                 | ○(13)                 | 大鵬(20)             | 千秋楽柏戸2敗、大鵬1敗で対戦                          |
| 1966年7月場所  | 千秋楽 | ●(13)                 | ○(14)                 | 大鵬(21)             | 千秋楽柏戸2敗、大鵬1敗で対戦                          |
| 1966年9月場所  | 千秋楽 | ○(14)                 | ●(14)                 | 大鵬(22)             | 千秋楽柏戸2敗、大鵬1敗で対戦 優勝決定戦は、大鵬勝利。 |
| 1966年11月場所 | 千秋楽 | ●(14)                 | ○(15)                 | 大鵬(23)             |                                                       |
| 1967年1月場所  | 千秋楽 | ●(14)                 | ○(16)                 | 大鵬(24)             |                                                       |
| 1967年3月場所  | 14日目 | ○(15)                 | ●(16)                 | 北の富士             |                                                       |
| 1967年5月場所  | 千秋楽 | ○(16)                 | ●(16)                 | 大鵬(25)             |                                                       |
| 1967年7月場所  | -      | -                     | -                     | 柏戸(5)              | 大鵬休場により対戦なし。                              |
| 1967年9月場所  | 14日目 | ●(16)                 | ○(17)                 | 大鵬(26)             |                                                       |
| 1967年11月場所 | -      | -                     | -                     | 佐田の山             | 大鵬休場により対戦なし。                              |
| 1968年1月場所  | -      | -                     | -                     | 佐田の山             | 大鵬休場により対戦なし。                              |
| 1968年3月場所  | -      | -                     | -                     | 若浪                 | 大鵬休場により対戦なし。                              |
| 1968年5月場所  | -      | -                     | -                     | 玉の海（当時玉乃島） | 両者休場により対戦なし。                              |
| 1968年7月場所  | -      | -                     | -                     | 琴桜                 | 大鵬休場により対戦なし。                              |
| 1968年9月場所  | 千秋楽 | ●(16)                 | ○(18)                 | 大鵬(27)             |                                                       |
| 1968年11月場所 | 千秋楽 | ●(16)                 | ○(19)                 | 大鵬(28)             |                                                       |
| 1969年1月場所  | 千秋楽 | ●(16)                 | ○(20)                 | 大鵬(29)             |                                                       |
| 1969年3月場所  | -      | -                     | -                     | 琴桜                 | 大鵬休場により対戦なし。                              |
| 1969年5月場所  | 千秋楽 | ●(16)                 | ○(21)                 | 大鵬(30)             |                                                       |

- 両者横綱昇進以前の対戦成績（1961年9月場所まで）は、柏戸の7勝3敗。
- 両者横綱同士の対戦成績（1961年11月場所以降）は、大鵬の18勝9敗だった（優勝回数も1961年11月場所以降で柏戸4回・大鵬29回）。

1964年までは系統別総当たり制で割が組まれたが、同時期の横綱・大関のなかで柏戸だけは孤立無援であり横綱土俵入りも露払い・太刀持ちどちらも他の一門から借りていた。部屋別総当たりになってから弟弟子の藤ノ川武雄が入幕するまでは対戦しない相手が幕内に一人もおらず、横綱以下の三役力士全員と戦わねばならないなどの不利もあったが、これを考えてもやはり立派な成績だといえる。しかし引退会見では「柏鵬時代などと言われたが、むこう（大鵬）は成績も立派で自分はケガも多く優勝回数も少なくて恥ずかしかった」と語った。

### 「大洋、柏戸、水割り」
大鵬と柏戸の全盛期では、当時の子供が好きだった「巨人・大鵬・卵焼き」という言葉が有名である。子供以外に若い女性にも人気だった大鵬だが、柏戸は男性ファンからの人気が高かったことから「大洋・柏戸・水割り」という言葉が存在していた。彼自身はエビの天ぷらが大好物で、一度に130匹食べたこともあった。
大人ウケした理由として、立合いから左前褌右おっつけで一気に突進するという取り口で、土俵際でも慎重に腰を落とすという定石も無視して一気に長身を利用し覆い被さるように相手を押し倒す豪快なものだった。相手が横に動くとあっさり負けることもあったが、その破壊力は誰からも恐れられていた。若乃花幹士でさえも横に動いて突進を回避しての投げで決めたことがあったというからその凄さが判る。その若乃花も、柏戸に初めて敗れたことで引退を本格的に考え始めたとされている。豊山は稽古場で柏戸の突進を受け続けているうちに反り腰になって投げる癖がついたと伝わり、これも柏戸の破壊力を示す逸話となっている。
また四つ相撲が全く駄目というわけではなく、得意は速攻だったが組んで動きが止まってもそれなりの力は発揮した。入幕したばかりの頃は右差しの強さにも注目があった。若き日は「角界のサラブレッド」とも呼ばれていたが、体が硬く性格も無器用なことから伊勢ノ海は徹底して速攻を仕込んだといわれ、本人も「マゲを切るまで突っ走る」思いで速攻にこだわった。ただしその取り口ゆえかポカが多く強い時には誰にも止められなかったが、弱い時には思わぬ相手に負けることもあり好不調の波が激しかった。こうした取り口は60年安保闘争が終焉して高度経済成長を迎えた当時の日本の大らかさを象徴するものであるという見方もあり、後年NHK解説委員会でもこの点について話題が挙がっている。
金星配給35個は千代の山の34個を更新する当時の最多記録だった（現在歴代4位）が、これは年6場所制定着後の横綱昇進で、横綱在位場所数が千代の山の32場所に対して47場所と長かったためでもある。逆に、彼より長い横綱在位で彼より金星の少なかったのは、大鵬と千代の富士、白鵬がいるだけとなる。
しかし横綱時代初期の座談会では秀ノ山を始めとして「突っ張り一本で生きるべきだ」という意見が大勢を占めるほど突っ張りが強烈であることで知られていた。これに対してNHKアナウンサーの北出清五郎から「柏戸は太刀山みたいにならなければいけないのか」と注文を付けられ、秀ノ山は初めに「突っ張りきれない際は前褌を取るべきだ」と切り返したがいつの間にか「大鵬の方が体重で柏戸を上回るとしたら、対抗するには前褌を取って相手の左をおっつけていくしかない」と思わず当初の意見を上回る理想の型を口にしていた。結果として柏戸はその理想の型を体得した。

### 現役時代終盤
1968年ごろから引退が近づき始めた。同年1月から7月まで大鵬が休場続きでチャンスと言える状況においても糖尿病の影響で満足に稽古ができない状況にあり、当時の雑誌にも「なぜ稽古をしないでタバコを吸っているのか。」と酷評される始末であった。成績も引退まで9勝から10勝程度の勝ち越しが常になり、1968年11月場所に11勝の成績を上げたのが柏戸の最後の活躍となった。
1969年7月場所の初日、柏戸は高見山に押し込まれて土俵際から叩き込みで辛勝したが、2日目には麒麟児に吊り出しで敗れ、3日目には朝登に左喉輪から一気の押し出しで連敗したことで体力の限界を感じ、現役引退を表明した。あと1勝で幕内勝利数が600勝に達するというところであった。引退会見では「昨日、十両時代に稽古をつけ、コロコロ転がしていたアンコ(朝登)に一方的に負けて、こりゃあダメだ、と思った。まあ、こっちの出足がまるでなかったこともあるけど、親方をはじめ、周囲はまだまだやれると言うけど、（こんな相撲を取るようでは）もう限界。これですっきりしたという感じです」と語っていた。

### 引退後
引退後は後援者の薦めで独立して鏡山部屋を創立、スパルタ指導ぶりには定評があった反面、弟子たちには門限も設けないなどの自由な側面もあった。技術指導面では思い切って前に出ることを教え、少なくとも40代前半までは自分も廻しを締めて弟子に胸を貸した。1975年7月場所には部屋最初の関取として小沼が十両に昇進しており、これはライバルであった大鵬部屋が1977年7月場所に嗣子鵬と巨砲を同時に部屋初の関取として新十両に昇進させたのとは、2年先んじた形となる。
自身の現役時代の戦場だった蔵前国技館最後の本場所となる1984年9月場所で優勝した多賀竜などを育てた。多賀竜優勝の表彰式では、審判部長として優勝旗を授与しており、これには「自分が初優勝したときよりうれしくて、涙が出たよ」と瞳を濡らし、優勝した多賀竜本人以上の喜びを見せた。部屋での育成の傍ら、記者クラブ担当を経て審判部長を1982年から1994年まで12年間も勤めたが、「物言いの際に経過を説明しない」「旭富士正也の横綱昇進を中々答申しなかった」「1993年5月場所千秋楽の若ノ花勝 - 小錦八十吉戦での微妙な勝負に物言いをつけない」などと、素人筋からの評判は散々だった。特に旭富士の横綱昇進の答申については自身の綱取り成績を比較対象として扱われ、整合性を欠くとして大いに非難された。ただし副部長在任時の若三杉幹士 - 荒勢永英戦では、双方が待ったを連発した際には再三土俵下から大声で怒鳴りつけ、終いには審判団全員が土俵に上がり両者に注意するなど、待ったや立合いの焦らし、時間前の睨み合いなどには厳しい姿勢を見せた。

### 晩年
晩年の柏戸は深刻な腎臓病の悪化で体調不良が多く、週3回で1回につき5時間の人工透析を受け続けた副作用で骨が弱くなり、好敵手だった大鵬に「おい見てくれよ、脚こんなになっちゃったよ」と言っていたという。これを見た大鵬は「少しでも良くなるように」とカルシウム剤を渡したという。しかしその努力も虚しく、柏戸は1996年12月8日、肝不全のため故郷の母に先立って死去した。58歳だった。従五位・勲四等・旭日小綬章 叙位叙勲、12月17日 特旨を以て位記を追賜、部屋は愛弟子の多賀竜が継承した。戒名は「巌鏡院柏樹剛堅居士」で、墓所は東京都台東区の谷中霊園にある。

### 死後
2014年3月場所後、井筒部屋の鶴竜が柏戸引退以来52年6ヶ月ぶりとなる時津風一門の横綱に昇進したが、鶴竜の明治神宮及び伊勢神宮奉納土俵入りの際には鏡山部屋の鏡桜が露払い、伊勢ノ海部屋の勢が太刀持ちと柏戸ゆかりの部屋の力士が務めた。しかし、多賀竜が継承した鏡山部屋のほうは衰退し、最後は所属力士数が鏡桜を含めて2人まで減少した末に2021年7月場所後に閉鎖され、柏戸の系譜は途切れてしまった。

## 人物
柏戸は強面でぶっきらぼうだが、前述の復活優勝の時のように涙もろく優しい一面もあった。テレビ番組で読まれた娘の作文に涙したり、リハビリで立ち寄った塩原温泉郷では、地元の塩原中学校を訪問して子供とバレーボール・テニスなどで交流するなど周囲から大変好かれたという。休場明けは15日間、塩原温泉郷の町中が役所でも商店でも仕事を中断してテレビの前に集まり柏戸の取組を見守っていたといい、まるで鶴岡市出身ではなく塩原郡出身の力士であるかのような扱いであったという。優勝すると塩原に凱旋し、塩原中学校に優勝賜杯を模したカップを贈った。そのカップは40年以上を経た現在でも運動会の応援合戦の優勝チームの表彰に使われている。ただ、1960年代前半の頃の柏戸は寧ろおしゃべりな人物として知られ、同時期の大鵬は対照的に訥弁であったという。
舞の海が受けた1度目の新弟子検査で不合格を言い渡した人物でもある。この時鬢付け油を頭の上に固めて乗せ、髪で隠す不正がばれてしまったのであった。この例のように新弟子検査に関しては厳格であり、目溢しは行わない方針であった。舞の海はその一件以来柏戸を恨んでいたが、1991年11月場所に技能賞を獲得したことが柏戸の推薦のおかげでもあったことを知って見直したという。
相撲で鍛えた足の裏は皮靴のように分厚かったため、タバコの火を素足で踏みつけて消すことができた。柏戸は巡業の際にファンに囲まれながら喫煙したり支度部屋で喫煙しながら取材を受けたりと公の場で喫煙している写真が多く残っており、大の愛煙家であった。

## 主な成績

### 通算成績
- 通算成績：715勝295敗140休 勝率.708
- 幕内成績：599勝240敗140休 勝率.714
- 大関成績：81勝24敗 勝率.771
- 横綱成績：407勝147敗140休 勝率.735
- 現役在位：84場所
- 幕内在位：66場所
- 横綱在位：47場所
- 大関在位：7場所
- 三役在位：5場所（関脇3場所、小結2場所）
- 年間最多勝：1966年（71勝19敗）、1967年（70勝20敗・大鵬と勝ち星が同数）
- 連続6場所勝利：73勝（1966年9月場所～1967年7月場所）
- 通算幕内連続勝ち越し記録：21場所（1959年7月場所 - 1962年11月場所）
- 幕内連続2桁勝利記録：16場所（歴代7位、1960年5月場所 - 1962年11月場所）
- 幕内12勝以上連続勝利記録：3場所（1966年5月場所 - 1966年9月場所）

### 各段優勝
- 幕内最高優勝：5回 （全勝1回、同点1回）(1961年1月場所、1963年9月場所、1965年9月場所、1966年1月場所、1967年7月場所)
- 十両優勝：1回（1958年3月場所）
- 幕下優勝：1回（1956年5月場所）

### 三賞・金星
- 三賞：8回
  - 殊勲賞：2回（1960年3月場所、1960年7月場所）
  - 敢闘賞：2回（1959年3月場所、1959年9月場所）
  - 技能賞：4回（1959年3月場所、1960年1月場所、1960年5月場所、1960年7月場所）
- 雷電賞：1回（1959年3月場所）
- 金星：なし
  - 年6場所制定着後に横綱昇進した力士では史上初。

### 場所別成績
| | 一月場所 初場所（東京） | 三月場所 春場所（大阪） | 五月場所 夏場所（東京） | 七月場所 名古屋場所（愛知） | 九月場所 秋場所（東京） | 十一月場所 九州場所（福岡） |
| --- | ----------------------- | ----------------------- | ----------------------- | --------------------------- | ----------------------- | --------------------------- |
| 1954年 （昭和29年） | x                       | x                       | x                       | x                           | 東番付外 3–3            | x                           |
| 1955年 （昭和30年） | 東序ノ口12枚目 6–2      | 東序二段37枚目 6–2      | 西三段目84枚目 5–3      | x                           | 東三段目62枚目 3–5      | x                           |
| 1956年 （昭和31年） | 東三段目66枚目 7–1      | 西三段目20枚目 6–2      | 西幕下69枚目 優勝 8–0   | x                           | 西幕下17枚目 4–4        | x                           |
| 1957年 （昭和32年） | 西幕下16枚目 5–3        | 西幕下8枚目 4–4         | 東幕下8枚目 7–1         | x                           | 西幕下筆頭 5–3          | 西十両22枚目 8–7            |
| 1958年 （昭和33年） | 東十両21枚目 7–8        | 東十両22枚目 優勝 12–3  | 西十両10枚目 11–4       | 東十両4枚目 12–3            | 東前頭20枚目 9–6        | 西前頭17枚目 8–7            |
| 1959年 （昭和34年） | 東前頭16枚目 8–7        | 西前頭13枚目 13–2 敢技  | 東前頭4枚目 5–10        | 東前頭8枚目 9–6             | 東前頭3枚目 12–3 敢     | 東小結 8–7                  |
| 1960年 （昭和35年） | 東小結 9–6 技           | 西張出関脇 9–6 殊       | 西関脇 10–5 技          | 東関脇 11–4 技殊            | 西大関 12–3             | 東大関 11–4                 |
| 1961年 （昭和36年） | 西大関 13–2             | 東大関 12–3             | 東大関 10–5             | 西大関 11–4                 | 西大関 12–3             | 東横綱2 12–3                |
| 1962年 （昭和37年） | 西横綱 10–5             | 東横綱2 11–4            | 西横綱 11–4             | 西横綱 11–4                 | 西横綱 11–4             | 西横綱 12–3                 |
| 1963年 （昭和38年） | 西横綱 休場 0–0–15      | 西横綱 5–1–9            | 西横綱 休場 0–0–15      | 西横綱 休場 0–0–15          | 西横綱 15–0             | 東横綱 10–5                 |
| 1964年 （昭和39年） | 西横綱 12–3             | 西横綱 14–1             | 西横綱 11–1–3           | 西横綱 休場 0–0–15          | 東張出横綱 4–2–9        | 東張出横綱 2–4–9            |
| 1965年 （昭和40年） | 西横綱 休場 0–0–15      | 西張出横綱 休場 0–0–15  | 西張出横綱 9–6          | 東張出横綱 12–3             | 東張出横綱 12–3         | 西横綱 1–1–13               |
| 1966年 （昭和41年） | 西張出横綱 14–1         | 東横綱 10–5             | 西横綱 12–3             | 西横綱大関 12–3             | 西横綱 13–2             | 西横綱 10–5                 |
| 1967年 （昭和42年） | 西横綱 12–3             | 東張出横綱 11–4         | 西横綱 13–2             | 西横綱 14–1                 | 東横綱 9–6              | 東張出横綱 11–4             |
| 1968年 （昭和43年） | 東張出横綱 9–6          | 西横綱 9–6              | 東横綱 4–4–7            | 東横綱 10–5                 | 東横綱 9–6              | 西横綱 11–4                 |
| 1969年 （昭和44年） | 西横綱 10–5             | 西横綱 9–6              | 東横綱 9–6              | 西横綱 引退 1–3–0           | x                       | x                           |
| 各欄の数字は、「勝ち-負け-休場」を示す。 優勝 引退 休場 十両 幕下 三賞：敢=敢闘賞、殊=殊勲賞、技=技能賞 その他：★=金星 番付階級：幕内 - 十両 - 幕下 - 三段目 - 序二段 - 序ノ口 幕内序列：横綱 - 大関 - 関脇 - 小結 - 前頭（「#数字」は各位内の序列） |                         |                         |                         |                             |                         |                             |

### 幕内対戦成績
| 力士名 | 勝数 | 負数  | 力士名     | 勝数  | 負数 | 力士名   | 勝数 | 負数  | 力士名         | 勝数 | 負数 |
| ------ | ---- | ----- | ---------- | ----- | ---- | -------- | ---- | ----- | -------------- | ---- | ---- |
| 青ノ里 | 11   | 3     | 朝潮(米川) | 6     | 4    | 浅瀬川   | 3    | 2     | 朝登           | 0    | 1    |
| 愛宕山 | 6    | 1     | 泉洋       | 0     | 1    | 岩風     | 14   | 3     | 及川           | 3    | 0    |
| 大晃   | 8    | 2     | 小城ノ花   | 9     | 3    | 海山     | 1    | 1     | 海乃山         | 16   | 2    |
| 開隆山 | 7    | 2     | 金乃花     | 5     | 0    | 北の洋   | 5    | 2     | 北の富士       | 14   | 10   |
| 北葉山 | 18   | 11    | 清恵波     | 1     | 0    | 清國     | 18   | 8     | 鬼龍川         | 1    | 3    |
| 麒麟児 | 8    | 9     | 国登       | 1     | 2    | 鯉の勢   | 0    | 1     | 高鉄山         | 8    | 0    |
| 琴ヶ濱 | 9    | 4     | 琴櫻       | 16    | 9    | 佐田の山 | 17*  | 10(1) | 潮錦           | 3    | 0    |
| 信夫山 | 1    | 0     | 嶋錦       | 1     | 0    | 大豪     | 23   | 6(1)  | 大鵬           | 16   | 21** |
| 大雄   | 3    | 0     | 高見山     | 5     | 1    | 玉嵐     | 1    | 0     | 玉乃海         | 1    | 2    |
| 玉乃島 | 10   | 14(1) | 玉響       | 4     | 1    | 常錦     | 4    | 0     | 鶴ヶ嶺         | 15   | 2    |
| 出羽錦 | 14   | 2     | 時津山     | 2     | 1    | 時錦     | 1    | 1     | 時葉山         | 2    | 0    |
| 戸田   | 1    | 1     | 栃東       | 4     | 3    | 栃王山   | 1    | 1     | 栃錦           | 0    | 5    |
| 栃ノ海 | 10   | 6     | 栃光       | 19(1) | 7    | 栃富士   | 0    | 1     | 豊國           | 9    | 1    |
| 豊ノ海 | 2    | 0     | 鳴門海     | 0     | 2    | 成山     | 1    | 1     | 羽黒川         | 10   | 0    |
| 羽黒山 | 16   | 6     | 羽嶋山     | 0     | 1    | 長谷川   | 16   | 4     | 花光           | 2    | 1    |
| 羽子錦 | 0    | 1     | 廣川       | 6     | 0    | 福乃里   | 0    | 1     | 福の花         | 9    | 2(1) |
| 房錦   | 6    | 5     | 富士錦     | 23    | 2    | 二子岳   | 4(1) | 0     | 双ツ龍         | 3    | 0    |
| 星甲   | 1    | 1     | 前田川     | 6     | 2    | 前の山   | 8    | 4(1)  | 前ノ山(佐田岬) | 1    | 0    |
| 松登   | 3    | 0     | 禊鳳       | 1     | 1    | 三根山   | 2    | 0     | 宮錦           | 1    | 1    |
| 明武谷 | 18** | 1(1)  | 陸奥嵐     | 8     | 1    | 八染     | 1    | 0     | 豊山           | 20   | 8    |
| 義ノ花 | 7    | 0     | 芳野嶺     | 2     | 0    | 龍虎     | 3    | 0     | 若秩父         | 12   | 4    |
| 若天龍 | 1    | 1(1)  | 若浪       | 6     | 1    | 若ノ海   | 6    | 2     | 若乃花(初代)   | 6    | 6    |
| 若羽黒 | 14   | 6     | 若葉山     | 2     | 1    | 若二瀬   | 5    | 2     | 若前田         | 2    | 1    |
| 若見山 | 9(1) | 0     |            |       |      |          |      |       |                |      |      |

- 他に優勝決定戦で佐田の山に1勝、大鵬に2敗、明武谷に2勝がある。

## 四股名変遷
- 富樫 剛（とがし つよし）：1954年9月場所 - 1959年1月場所
- 柏戸 剛（かしわど - ）：1959年3月場所 - 1962年3月場所、1964年11月場所 - 1969年7月場所
- 柏戸 健志（かしわど - ）：1962年5月場所 - 1964年9月場所